# Mare de Déu de la Collada
La Mare de Déu de la Collada fou una església del terme municipal de Castell de Mur, a l'antic terme de Mur. Formava part del poble de Miravet. Estava situada a ponent del poble de Miravet, a la collada situada a llevant del cim de les Mosques. Actualment només queda el seu record en forma de topònim.